# Race arménoïde
La race arménoïde est une sous-race supposée dans le contexte d'un modèle dépassé de division de l'humanité en différentes races qui a été développée à l'origine par les Européens en soutien au colonialisme.
La race arménoïde est diversement décrite comme une « sous-race » de la « race aryenne » ou bien de la « race caucasienne ».

## Histoire du terme

Un homme arménien syrien soi-disant de type arménoïde, tiré de The Races of Europe: A Sociological Study de William Zebina Ripley (1911)

Le terme est utilisé par l'anthropologue autrichien Felix von Luschan et Eugen Petersen dans le livre de 1889 Reisen in Lykien, Milyas und Kibyratis (« Voyage en Lycie, Milyas et Kibyratis »),. Carleton Coon a décrit les régions d'Asie occidentale telles que l'Anatolie, le Caucase, l'Irak, l'Iran et le Levant comme le centre de distribution de la race arménoïde.
L'éminent théoricien nazi et racial Hans Günther a utilisé le terme « race du Proche-Orient » pour décrire le type arménoïde et a attribué des caractéristiques du Proche-Orient à plusieurs peuples contemporains, notamment : les Arméniens, les Juifs, les Grecs, les Iraniens, les Assyriens, les Syriens et les Turcs. Günther considérait les Juifs comme des personnes d'origines raciales multiples mais définissait la race du Proche-Orient comme leur base principale, et décrivait les caractéristiques de la race telles que son « esprit commercial » et comme étant des « commerçants astucieux » qui avaient de fortes capacités de manipulation psychologique qui aidaient leur commerce, en plus d'être connu pour exploiter les gens. La conception de Günther a été critiquée pour son analyse pseudoscientifique. Les nazis ont  historiquement identifié les Juifs comme faisant partie du type arménoïde au nom de la race du Proche-Orient.
Les nazis n'ont jamais complètement clarifié leur doctrine raciale, et le travail de Günther n'a jamais été canonisé ou entièrement accepté, même par les SS, qui ont librement basculé entre les définitions raciales.

## Physionomie

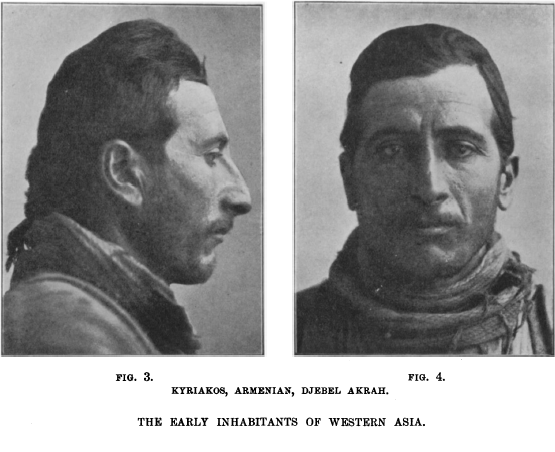
Un Arménien de type arménoïde, extrait des premiers habitants de l'Asie occidentale (1911)

Carleton S. Coon écrit que le type racial arménoïde est très similaire à la race dinarique, probablement en raison d'un mélange racial avec les Méditerranéens (qui ont souvent la peau mate) et les Alpins (qui ont souvent la peau pâle). La seule différence est que les arménoïdes ont une pigmentation légèrement plus foncée. Les arménoïdes auraient été trouvés dans toute l'Eurasie. Cependant, les plus grandes concentrations se sont produites en Arménie, en Transcaucasie, en Iran et en Mésopotamie.

## Distribution
Le type de race arménoïde aurait existé à l'ouest et au nord de la race arabide et englobe les Arméniens, les Assyriens, les Juifs, les Syriens, les Maronites, les Druzes, les Turcs, les Iraniens, les Palestiniens, les Yézidis, entre autres peuples de la région du Moyen-Orient.

## Critiques
Le modèle est dépassé.[à développer]